# Crawley Town Football Club 2014-2015
Questa voce raccoglie le informazioni riguardanti il Crawley Town Football Club nelle competizioni ufficiali della stagione 2014-2015.

## Maglie e sponsor
| Casa | Trasferta |

## Rosa
| N. |                        | Ruolo | Calciatore      |
| -- | ---------------------- | ----- | --------------- |
| 1  | Danimarca (bandiera)   | P     | Brian Jensen    |
| 2  | Irlanda (bandiera)     | D     | Lanre Oyebanjo  |
| 3  | Inghilterra (bandiera) | D     | Ryan Dickson    |
| 4  | Irlanda (bandiera)     | C     | Conor Henderson |
| 5  | Inghilterra (bandiera) | D     | Dean Leacock    |
| 6  | Inghilterra (bandiera) | D     | Sonny Bradley   |
| 7  | Galles (bandiera)      | C     | Gwion Edwards   |
| 8  | Inghilterra (bandiera) | C     | Jimmy Smith     |
| 9  | Inghilterra (bandiera) | A     | Izale McLeod    |
| 10 | Inghilterra (bandiera) | C     | Josh Wright     |
| 11 | Inghilterra (bandiera) | C     | Josh Simpson    |
| 12 | Galles (bandiera)      | D     | Joe Walsh       |

| N. |                        | Ruolo | Calciatore      |
| -- | ---------------------- | ----- | --------------- |
| 14 | Inghilterra (bandiera) | C     | Lewis Young     |
| 15 | Inghilterra (bandiera) | C     | Charles Banya   |
| 16 | Irlanda (bandiera)     | C     | Keith Keane     |
| 18 | Inghilterra (bandiera) | A     | Matt Harold     |
| 20 | Inghilterra (bandiera) | C     | Bobson Bawling  |
| 21 | Inghilterra (bandiera) | A     | Gavin Tomlin    |
| 22 | Canada (bandiera)      | C     | Emmett O'Connor |
| 23 | Inghilterra (bandiera) | C     | Ryan Richefond  |
| 24 | Inghilterra (bandiera) | C     | Bradley Isaacs  |
| 25 | Inghilterra (bandiera) | P     | Jamie Ashdown   |
| 26 | Inghilterra (bandiera) | D     | Mat Sadler      |
| 33 | Inghilterra (bandiera) | C     | Marvin Elliott  |

## Risultati

### Football League One
| Arbitro: | Simpson |

|  |           |            |
|  | Marcatori | 82’ McLeod |

| Arbitro: | Linington |

|                   |           |  |
| McLeod 51’ (rig.) | Marcatori |  |

| Arbitro: | Berry |

|           |           |                                  |
| Walsh 54’ | Marcatori | 49’ Hanson 62’ Knott 77’ Bennett |

| Arbitro: | D'Urso |

|            |           |  |
| Baxter 48’ | Marcatori |  |

| Arbitro: | Heywood |

|                      |           |  |
| Alli 15’ Afobe 90+2’ | Marcatori |  |

| Arbitro: | Scott |

|  |           |                                       |
|  | Marcatori | 10’ Done 54’, 66’ Vincenti 74’ Andrew |

| Arbitro: | Malone |

|            |           |  |
| McLeod 78’ | Marcatori |  |

| Doncaster 16 settembre 2014, ore 19:45 8ª giornata | Doncaster | 0 – 0 referto | Crawley Town | Keepmoat Stadium (5.197 spett.)\| Arbitro: \| Ilderton \| |
| Arbitro:                                           | Ilderton  |               |              |                                                           |

| Arbitro: | Kevin Wright |

|                              |           |  |
| Wright 23’ Garner 65’ (rig.) | Marcatori |  |

| Arbitro: | Breakspear |

|                  |           |  |
| Elliott 57’, 59’ | Marcatori |  |

| Arbitro: | Salisbury |

|                         |           |                        |
| McQuoid 14’ Jackson 27’ | Marcatori | 33’ Edwards 37’ McLeod |

| Arbitro: | Bull |

|           |           |                                                   |
| McLeod 2’ | Marcatori | 11’ Smith 40’ Burgess 55’ Maddison 58’ Washington |

| Arbitro: | Bankes |

|                                            |           |                                     |
| Thompson 9’, 37’, 63’ Ismail 18’ Jones 80’ | Marcatori | 50’ Edwards 55’ Harrold 84’ Elliott |

| Arbitro: | Stroud |

|               |           |  |
| Henderson 89’ | Marcatori |  |

| Arbitro: | Kavanagh |

|           |           |             |
| Legge 44’ | Marcatori | 29’ Edwards |

| Arbitro: | Malone |

|            |           |            |
| McLeod 68’ | Marcatori | 19’ Cooper |

| Arbitro: | Heywood |

|            |           |             |
| Johnson 7’ | Marcatori | 42’ Edwards |

| Arbitro: | Hooper |

|                               |           |                       |
| Leacock 76’ McLeod 80’ (rig.) | Marcatori | 26’ Madden 55’ Taylor |

| Arbitro: | Horwood |

|            |           |             |
| Tomlin 70’ | Marcatori | 59’ Roberts |

| Arbitro: | Bull |

|            |           |  |
| Ayling 87’ | Marcatori |  |

| Arbitro: | Robinson |

|               |           |                     |
| Henderson 88’ | Marcatori | 30’ Brown 42’ Dodds |

| Arbitro: | Gibbs |

|                                      |           |           |
| Cox 6’ Dagnall 19’, 90+5’ Mooney 88’ | Marcatori | 10’ Smith |

| Crawley 28 dicembre 2014, ore 15:00 23ª giornata | Crawley Town | 0 – 0 referto | Colchester Utd | Broadfield Stadium (2.046 spett.)\| Arbitro: \| Miller \| |
| Arbitro:                                         | Miller       |               |                |                                                           |

| Arbitro: | Attwell |

|                           |           |  |
| Doyle 34’, 53’ O'Shea 51’ | Marcatori |  |

| Arbitro: | Salisbury |

|                        |           |                      |
| McLeod 14’ (rig.), 48’ | Marcatori | 76’ Grigg 90+6’ Alli |

| Arbitro: | Kettle |

|                                            |           |             |
| Tanser 33’ Henderson 38’, 88’ Andrew 90+3’ | Marcatori | 76’ Elliott |

| Arbitro: | Stockbridge |

|              |           |  |
| Sarcevic 43’ | Marcatori |  |

| Arbitro: | Adcock |

|                           |           |                |
| Wordsworth 18’ Fowler 87’ | Marcatori | 56’ Huntington |

| Arbitro: | Miller |

|                           |           |            |
| Ugwu 66’ Leitch-Smith 72’ | Marcatori | 27’ McLeod |

| Arbitro: | Collins |

|  |           |                                                         |
|  | Marcatori | 38’ Butler 56’Wellens 64’Tyson 73’ Forrester 90+1’ Main |

| Arbitro: | Sheldrake |

|                                               |           |              |
| McLeod 45+2’, 73’, 83’ Bradley 48’ Elliot 59’ | Marcatori | 65’ Hemmings |

| Arbitro: | Horwood |

|              |           |                            |
| Williams 58’ | Marcatori | 5’ Wordsworth · 43’ Tomlin |

| Arbitro: | Breakspear |

|          |           |                    |
| Wood 63’ | Marcatori | 81’ (rig.) McNulty |

| Arbitro: | Drysdale |

|         |           |  |
| Zoko 9’ | Marcatori |  |

| Arbitro: | D'Urso |

|                |           |                      |
| Wordsworth 60’ | Marcatori | 48’ Flint 84’ Ayling |

| Arbitro: | Adcock |

|                      |           |                                          |
| Szmodics 11’ Fox 49’ | Marcatori | 15’ Dickson 41’ Tomlin 75’ (rig.) McLeod |

| Arbitro: | Kevin Wright |

|               |           |                                    |
| Dodds 4’, 45’ | Marcatori | 43’ Wordsworth 56’ McLeod 69’ Wood |

| Arbitro: | Davies |

|                |           |  |
| McLeod 33’ (p) | Marcatori |  |

| Arbitro: | Kettle |

|            |           |                        |
| McLeod 63’ | Marcatori | 40’ Dack 81’ McGlashan |

| Crewe 3 aprile 2015, ore 15:00 GMT 40ª giornata | Crewe Alexandra | 0 – 0 referto | Crawley Town | Gresty Road (5.353 spett.)\| Arbitro: \| Boyeson \| |
| Arbitro:                                        | Boyeson         |               |              |                                                     |

| Arbitro: | Langford |

|                     |           |  |
| McLeod 15’ Wood 33’ | Marcatori |  |

| Arbitro: | Johnson |

|                               |           |            |
| Dickson 19’ (aut.) Madden 62’ | Marcatori | 77’ McLeod |

| Arbitro: | Bull |

|                                                |           |  |
| Hiwula 16’, 65’ Morris 67’ Taylor 81’ Cook 90’ | Marcatori |  |

| Arbitro: | Collins |

|                    |           |  |
| Youga 14’ Ward 16’ | Marcatori |  |

| Arbitro: | Breakspear |

|                                       |           |                                   |
| Washington 43’, 90’ Bostwick 51’, 87’ | Marcatori | 29’ Elliott 57’ Pogba 66’ Simpson |

| Arbitro: | Martin |

|           |           |                           |
| Pogba 49’ | Marcatori | 73’ Tudgay 90+1’ Maddison |